# Dermot Dunne
Dermot Dunne (ur. 5 września 1943 w Dublinie) – irlandzki zapaśnik walczący w stylu wolnym. Olimpijczyk z Rzymu 1960, gdzie zajął trzynaste miejsce w kategorii do 57 kg.

## Letnie Igrzyska Olimpijskie 1960
| Konkurencja      | Rundy eliminacyjne       | Rundy eliminacyjne   | Rundy eliminacyjne     | Klas. końcowa |
| Konkurencja      | Przeciwnik I             | Przeciwnik II        | Przeciwnik III         | Miejsce       |
| ---------------- | ------------------------ | -------------------- | ---------------------- | ------------- |
| 57 kg styl wolny | Vittorio Mancini (SMR) Z | Im Gwang-jae (KOR) P | Luigi Chinazzo (ITA) P | 13.           |